# Informationsethik
Die Informationsethik ist eine philosophische Disziplin, genauer gesagt eine Bereichsethik, die sich mit dem Umgang mit Informationen und mit Informations- und Kommunikationstechnologien unter moralischen und ethischen Gesichtspunkten beschäftigt.

## Bedeutung
Die Motivation für diese  ethische Betrachtung liegt in der wachsenden Bedeutung von Informationen, die auch als Wandel zur Informationsgesellschaft beschrieben wird. Beim Umgang mit Wissen und Informationen in virtuellen Räumen bilden sich Moralvorstellungen und Normen heraus (Hackerethik, Netiquette, Sharerity, …), die im Rahmen der Informationsethik untersucht und diskutiert werden.
Die Informationsethik beschäftigt sich unter anderem mit den Fragen, ob und in welcher Form Eigentumsrechte an Informationen geltend gemacht werden können, mit den Aspekten der Informationsfreiheit, der Überwindung einer digitalen Kluft zwischen Personen mit und ohne Zugang zu Informationen, der informationellen Selbstbestimmung und der Wahrung der Privatsphäre angesichts wachsender Möglichkeiten der Überwachung (Datenschutz) sowie mit den Beschränkungen der Verbreitung von Informationen aufgrund von Persönlichkeits- und Jugendschutz und ebenso mit Zensur.
Verwandte Forschungsgebiete sind die Medienethik, Computerethik, Technikethik, Zukunftsethik, Technikfolgenabschätzung und Wirtschaftsethik.

## Wissenschaftler
Die wichtigsten Funktionen der Informationsethik sind nach dem Philosophen und  Informationswissenschaftler Rafael Capurro, der diesen Begriff auch geprägt hat, „nach der Entstehung der Strukturen und Machtverhältnisse fragen, die das Informationsverhalten bestimmen“, „Informationsmythen aufdecken und kritisieren“, „verdeckte Widersprüche der herrschenden Sprachnormierung offenlegen“ und „die Entwicklung informationsethischer Fragestellungen beobachten“.
Der Konstanzer Informationswissenschaftler Rainer Kuhlen behandelt ähnliche Fragestellungen unter anderem unter dem Begriff der Informationsökologie.

## Belege
1. ↑  Ethik